# خیرالدین الاحدب
خیرالدین الاحدب (انگلیسی: Khayreddin al-Ahdab; ۱ ژانویهٔ ۱۸۹۴ – ۹ دسامبر ۱۹۴۱) سیاست‌مدار اهل لبنان بود. وی از ۵ ژانویه ۱۹۳۷ تا ۱۸ مارس ۱۹۳۸ نخست‌وزیر این کشور بود.
خیرالدین الاحدب در ۹ دسامبر ۱۹۴۱، در سن ۴۷ سالگی در فرانسه درگذشت. 